# 1896年夏季奧林匹克運動會單車比賽—男子12小時賽
在1896年夏季奧林匹克運動會單車比賽中，男子12小時賽是五項賽道自行車賽事之一，這場比賽亦是1896年夏季奧林匹克運動會最後一場進行的比賽，於4 月 13 日凌晨五時舉行，由來自四個國家的七名自行車手參賽，於當日下午五時結束，參賽選手需要在賽道限時12小時內，行駛最長距離的車手為金牌得主。 該場賽事由奧地利的阿道夫·施馬爾（Adolf Schmal）贏得，這是該國第一面獲得的自行車奧運會金牌，直至125年後的安娜·基森霍佛在2020年東京奧運女子公路賽獲勝。男子12小時賽是目前夏季奧運會第一場亦唯一一場以時間限制進行的比賽。

## 賽果
比賽於 4 月 13 日凌晨 5 點開始，七名自行車手參賽，其中四人在中午之前退出，有一人在下午放棄。最終只有奧地利車手施馬爾及英國車手基平兩人完成賽事，施馬爾以295.300 公里奪得金牌。
| 排名 | 車手                      | 國家   | 距離         |
| ---- | ------------------------- | ------ | ------------ |
| 金牌 | 阿道夫·施马尔             | 奥地利 | 295.300 公里 |
| 銀牌 | Frederick Keeping         | 英国   | 294.946 公里 |
| —    | Georgios Paraskevopoulos  | 希腊   | DNF          |
| —    | Nikos Loverdos            | 希腊   | DNF (3小時)  |
| —    | A. Tryfiatis-Tripiaris    | 希腊   | DNF (3小時)  |
| —    | Joseph Welzenbacher       | 德国   | DNF (3小時)  |
| —    | Konstantinos Konstantinou | 希腊   | DNF (3小時)  |